# Liste der Naturdenkmale in Neef
Die Liste der Naturdenkmale in Neef nennt die im Gemeindegebiet von Neef ausgewiesenen Naturdenkmale (Stand 25. März 2024).

## Naturdenkmale
| Nr.         | Bezeichnung | Lage                                                | Beschreibung | Bild                                    |
| ----------- | ----------- | --------------------------------------------------- | ------------ | --------------------------------------- |
| ND-7135-433 | Eiche       | südlich des Ortes; Abteilung Hinterste Lehkopf Lage | Quercus sp.  | Direkt Bild zu diesem Denkmal hochladen |